# Lilian Studer
Pour les articles homonymes, voir Studer.
Lilian Studer, née le 20 décembre 1977 à Baden (originaire de Gondiswil, double nationale suisso-norvégienne) est une personnalité politique suisse, présidente du Parti évangélique suisse depuis 2021. Elle est députée du canton d'Argovie au Conseil national de 2019 à 2023.

## Biographie

### Jeunesse et formation
Lilian Studer naît le 20 décembre 1977 à Baden, dans le canton d'Argovie. Elle est originaire de Gondiswil (BE) par son père, l'ancien conseiller national argovien Heiner Studer, et possède également la nationalité norvégienne par sa mère. Elle a deux sœurs.
Après sa scolarité obligatoire, elle suit une formation d'enseignante en activités créatrices sur textiles. En 2000, elle travaille comme bénévole au Honduras, puis au Venezuela en 2001-2002 après une année d'enseignement au primaire à Dietikon. À son retour du Venezuela, elle enseigne 10 ans à Wettingen, tout en étant responsable de projet de 2004 à 2010 pour la Croix-Bleue argovienne, qu'elle dirige depuis 2014, comme son père avant elle,.
Elle habite à Wettingen, dans la même maison que ses parents.

### Parcours politique
Présidente des jeunes du Parti évangélique suisse de 2004 à 2009, elle accède au Grand Conseil du canton d'Argovie le 20 août 2002. Elle y préside son groupe à partir de juin 2011 et la commission de la justice à partir de janvier 2017. Plus jeune députée du canton lors de son élection à l'âge de 24 ans, elle s'engage notamment au cours de ses mandats successifs au parlement cantonal pour l'accueil extra-familial des enfants et pour les soins palliatifs. En novembre 2019, elle annonce sa démission à la suite de son élection au Conseil national.
Aux élections fédérales de 2019, alors que son parti cantonal n'était plus représenté au Parlement suisse depuis 12 ans, elle parvient à prendre le siège du sortant Bernhard Guhl (PBD). Conseillère nationale depuis le 2 décembre 2019, elle est membre de la Commission de la science, de l'éducation et de la culture (CSEC). Elle n'est pas réélue en 2023.
Le 19 juin 2021, elle est élue présidente du Parti évangélique suisse.